# 杜氏虹銀漢魚
杜氏虹銀漢魚，為輻鰭魚綱銀漢魚目虹銀漢魚科的其中一種，分布於澳洲淡水流域，為熱帶魚類，體長可達11公分，棲息湖泊、溪流及水塘底中層水域，生活習性不明。

## 擴展閱讀
維基物種上的相關：杜氏虹銀漢魚